# Castello di Sambuy
Il Castello di Sambuy è un antico castello situato nel comune di San Mauro Torinese in Piemonte.

## Storia
Il Castello di Sambuy si trova ai piedi del lungo crinale che, nel Medioevo, segnava il confine tra i possedimenti dei Savoia, a nord, e il Marchesato del Monferrato, a sud. Per motivi politici e militari, già nel 1300 venne costruito un castello in questa posizione strategica, rendendolo uno degli avamposti più importanti verso la Pianura Padana e la regione del Canavese.
Inizialmente sotto il controllo dell'Abbazia di Pulcherada, il feudo fu concesso al nobile Nicolino da Rivalta, per poi essere venduto ai Principi di Acaja. Successivamente, fu riconquistato dai Marchesi del Monferrato, che lo concessero in feudo al nobile Paolo di Castiglione. Gli Acaja, non rassegnandosi alla perdita, intrapresero nuovi conflitti finché il castello passò a Boniforte Provana di Leynì. A causa di difficoltà economiche, quest'ultimo lo vendette infine a Benvenuto Balbo Bertone di Chieri il 4 ottobre 1430.
Nel 1772, il re Carlo Emanuele III di Savoia elevò la signoria di Sambuy a Contea. Da quel momento, i membri della famiglia Balbo Bertone, tuttora proprietari della tenuta, assunsero il titolo di Conti di Sambuy.
Nel XIX secolo, Ernesto Balbo Bertone di Sambuy, che fu anche sindaco di Torino, commissionò la creazione di un grande giardino ovale all’italiana di fronte al castello, progettato dal disegnatore savoiardo Curtino. Sul lato settentrionale del giardino venne inoltre costruita un'elegante aranciera neogotica, attribuita a Pelagio Pelagi.